# Dublin Pride

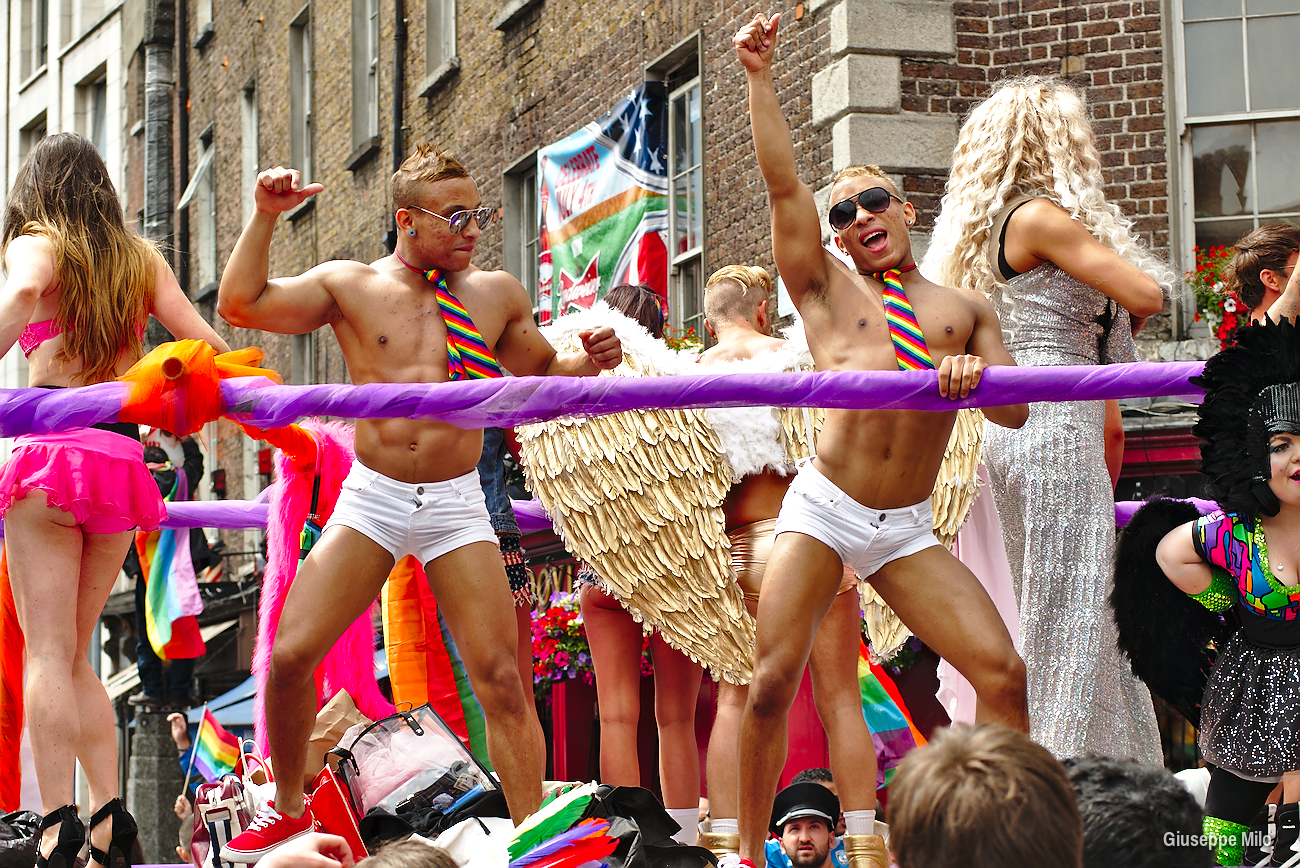
Dublin Pride-paraden 2013.

Dublin Pride är en årligen återkommande festival i Dublin som främst riktar sig till HBTQ-personer (homo- och bisexuella, transpersoner och queera). Den har hållits sedan 1983 och äger normalt rum  juni. Under festivalveckan pågår aktiviteter i hela Dublin.

## Historik
I juni 1974 hölls en gaydemonstration i Dublin med protester mot anti-homosexuella lagar. 1979 arrangerade the National Lesbian and Gay Federation en Gay Pride Week där 2 000 rosa ballonger släpptes över St Stephen's Green. De följande tre åren ägde ett veckolångt Pride-evenemang rum i juni. När Declan Flynn, som var en 31-årig homosexuell man blev brutalt mördad i Fairview Park 1982 blev det utlösande för de protester som sedan utvecklats till att bli nuvarande Pride-firande i Dublin. Officiellt hölls det den första prideparaden i Dublin i juni 1983, men gick då under namnet Gay Rights Protest March. Ungefär 200 personer från olika delar av Irland marscherade från St Stephens Green. Under slutet av 1980-talet och början av 1990-talet ägde inga parader rum även om det förekom en del evenemang. 1993 avkriminaliserades homosexualitet på Irland.

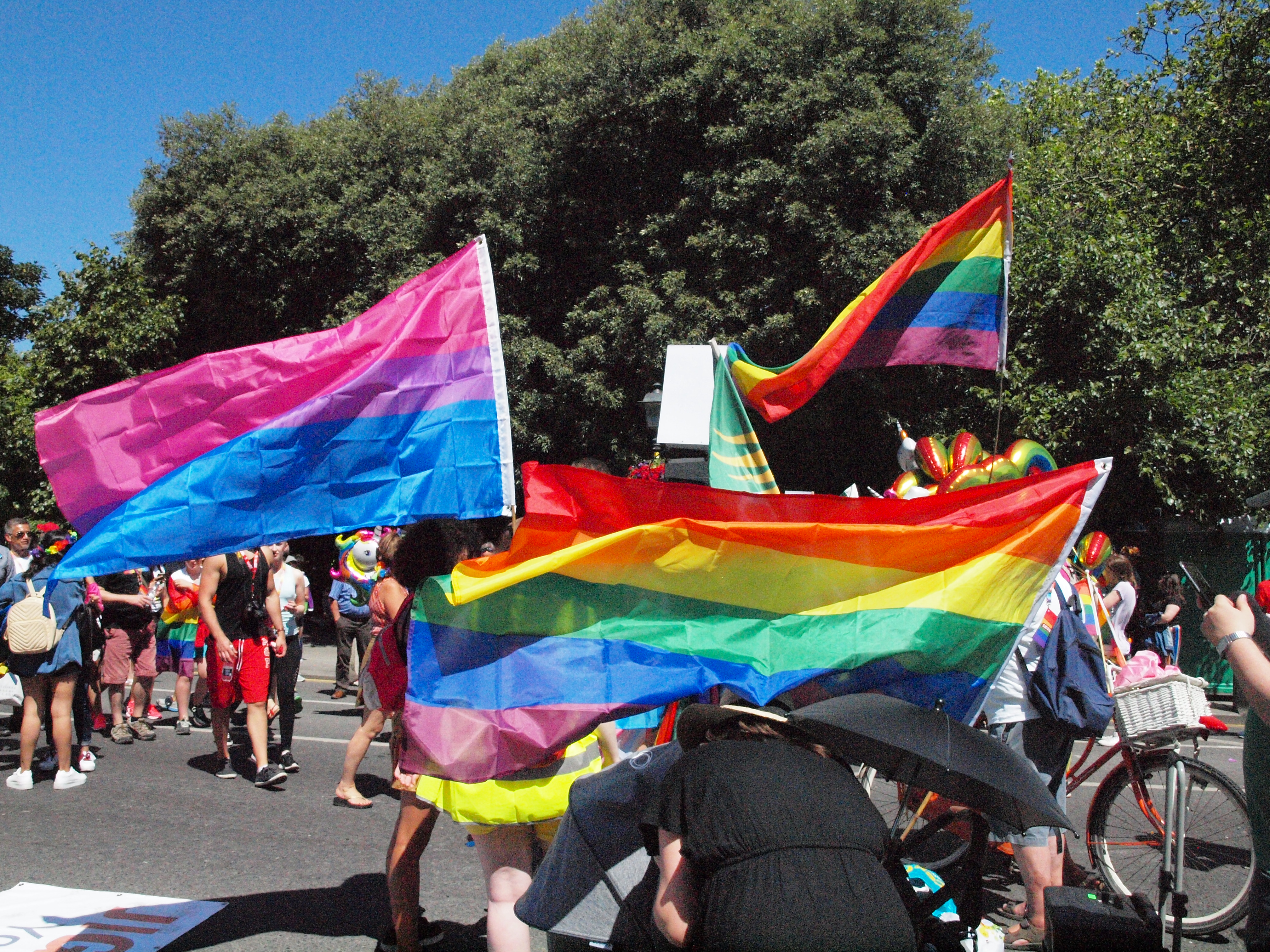
Dublin Pride-paraden 2018.